# Провулок Сікорського (Житомир)
Провулок Сікорського — провулок в Богунському районі Житомира. Названий на честь лейтенанта внутрішньої служби МВС, житомирського пожежника Анатолія Сікорського, який загинув на гасінні пожежі в школі № 36, що знаходиться неподалік провулка.

## Характеристики
Знаходиться в північній частині Старого міста, у місцевості, що відома за неформальною назвою Сінний Ринок, в житловому кварталі між вулицями Покровською, Юрка Тютюнника, Лесі Українки та Домбровського. Бере початок з вулиці Покровської. Прямує на захід. Закінчується глухим кутом.
Довжина провулка — 130 метрів.

## Історія

### Назви
Історична назва провулка — Прохорівський. Назва відома з першої половини ХХ століття та походить від історичної назви вулиці, з якою з'єднувався провулок в першій половині ХХ століття — Прохорівська (нині вулиця Лесі Українки).
У 1958 році за провулком закріплена назва провулок 1-й Щорса.
У 1993 році перейменований на провулок Сікорського.

### Формування й забудови
Виник у першій половині ХХ століття внаслідок ущільнення забудови кварталу, сформованого до кінця ХІХ століття та обмеженого прокладеними згідно з генеральними планами вулицями Олександрівською (нині Юрка Тютюнника), Великою Петербурзькою (нині Покровська), Сінною (нині Домбровського) та Прохорівською (нині Лесі Українки). До другої половини ХХ століття провулок був довшим, Г-подібним на плані та з'єднував нинішні вулиці Покровську та Лесі Українки. Вперше показаний на плані міста 1915 року як безіменний. Станом на 1941 — 1942 рр. показаний на мапах як Прохорівський провулок. Переважна кількість забудови провулка сформувалася у 1950-х роках.